# St. Moritz-tó
A St. Moritz-tó (németül: St. Moritzersee, romans nyelven: Lej da San Murezzan) egy kis tó St. Moritz település mellett Svájcban, az Engadin völgyben.
A tó a legkisebb az Engadin völgyben található tavak között, területe: 0.78 km².
Minden januárban és februárban lovaspóló játékokat tartanak a tavon. A jégen játszott pólónál kisebb és könnyebb, piros színű labdát használnak. 1907 óta lovas versenyeket tartanak minden februárban három héten át, a verseny neve: White Turf.
Síjöring és símaraton versenyeket is tartanak a téli hónapokban.
A különböző versenyek előfeltétele, hogy a jég minimum 30 cm vastag legyen.
Korábban gépjárművek is parkolhattak a tavon, de ma már ez tiltott. (voltak balesetek, amikor az autó elsüllyedt a tóban).
A tó mellett található egy sportcentrum és gyógyfürdő (St. Moritz Bad) is.

## Képek

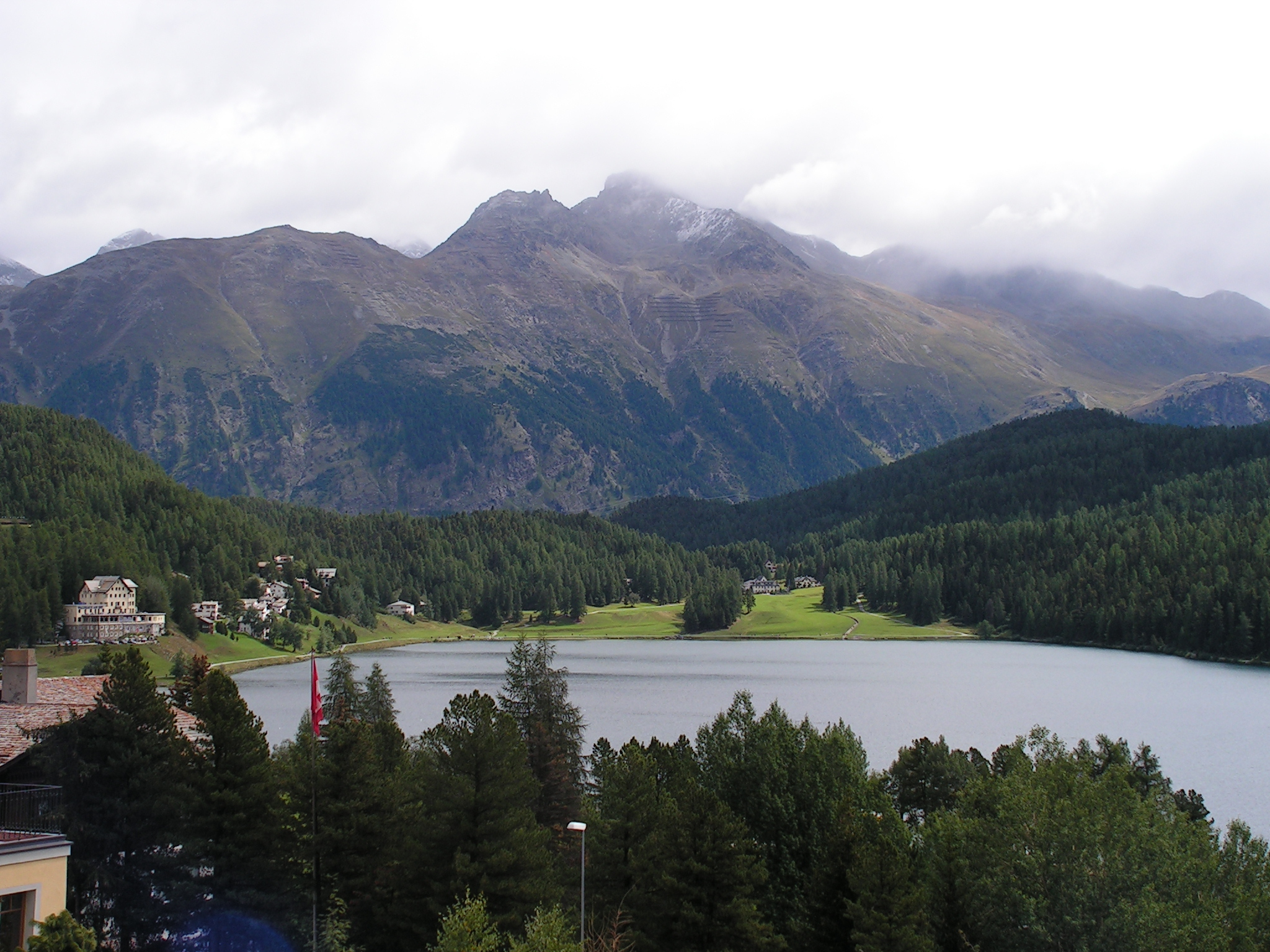
St.Moritz-tó
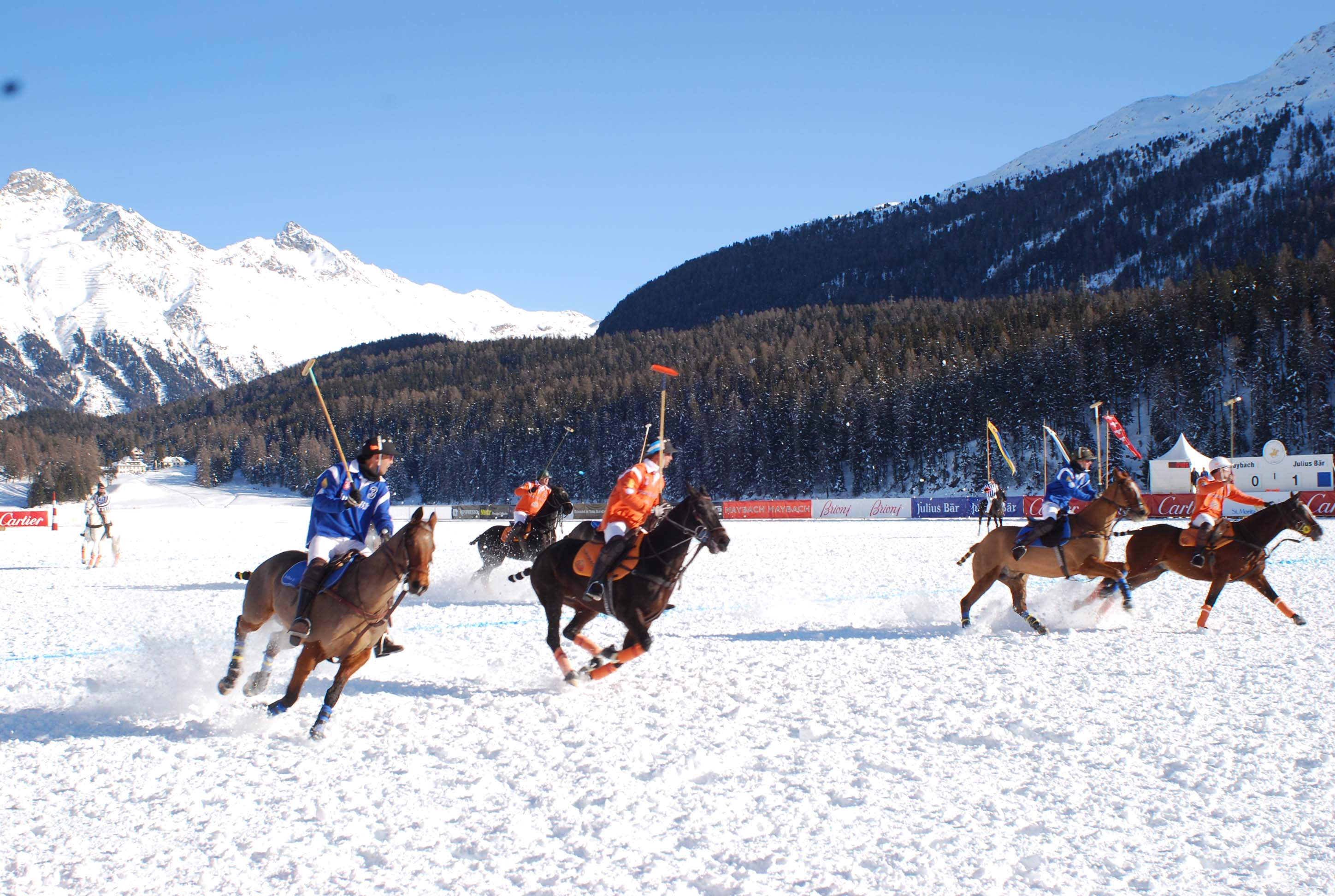
Póló a jégen
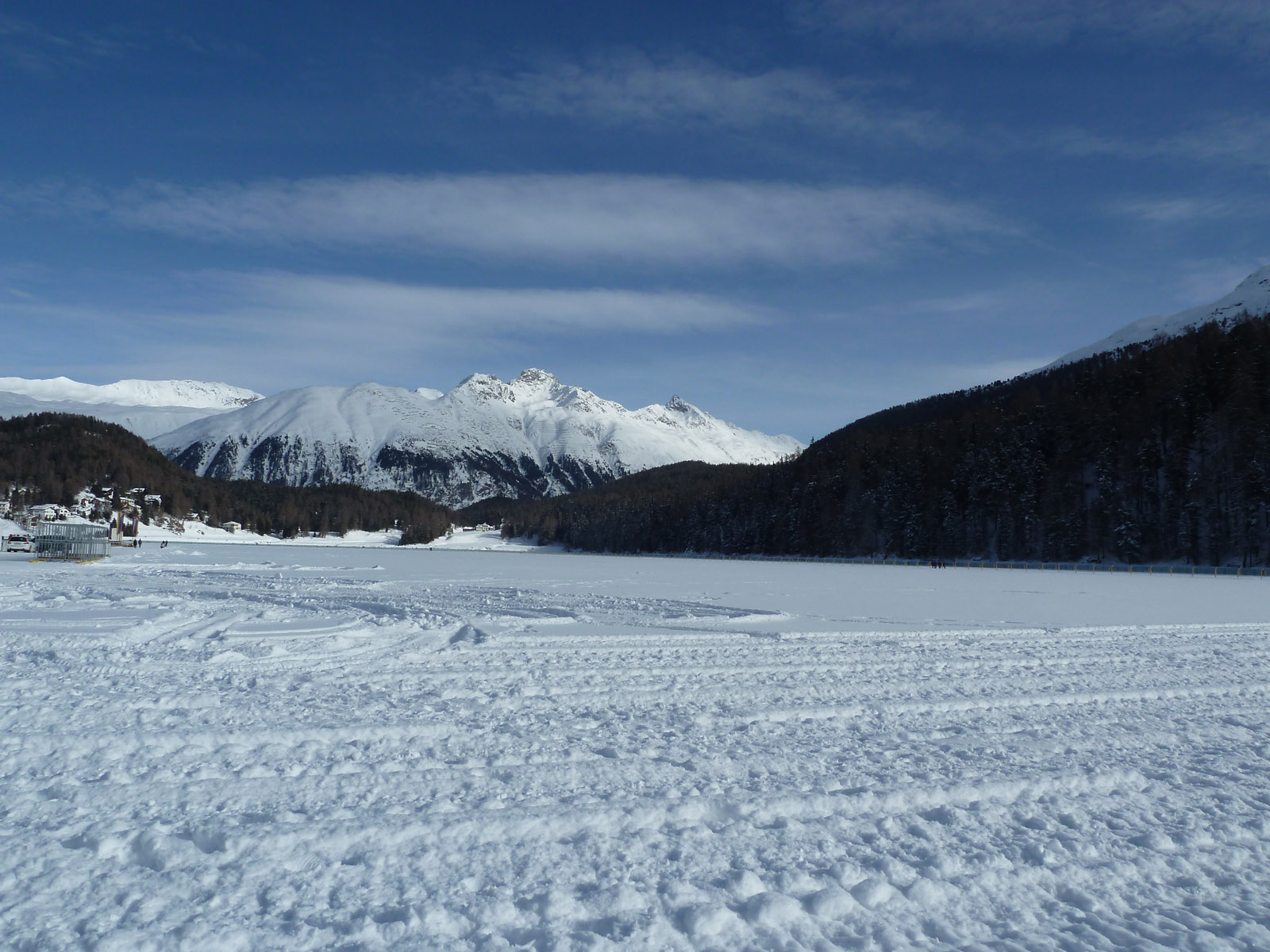
St. Moritz-tó télen
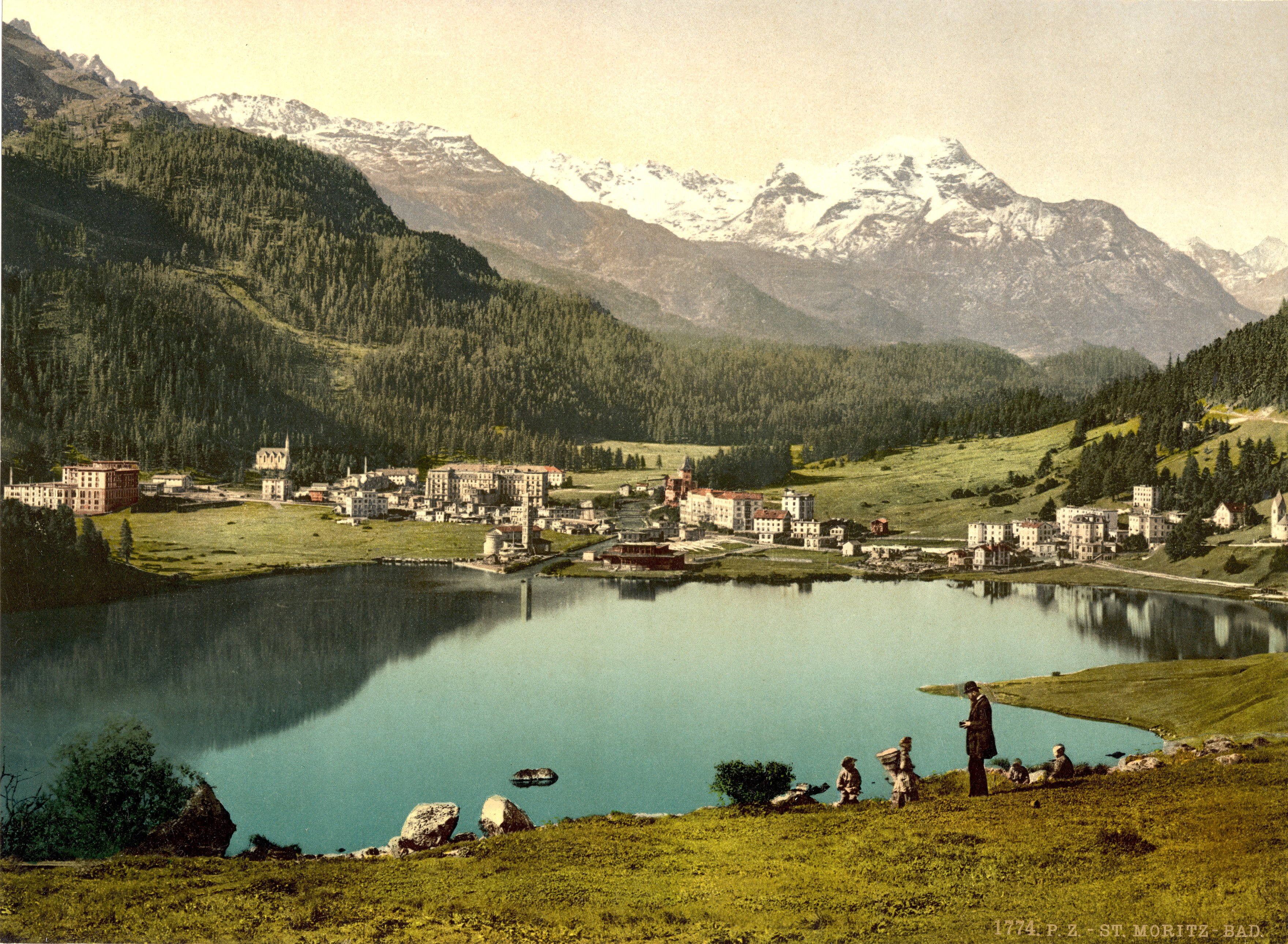
St. Moritz Bad